# Anochetus taiwaniensis
Anochetus taiwaniensis é uma espécie de formiga do gênero Anochetus, pertencente à subfamília Ponerinae.